# Turang Tepe

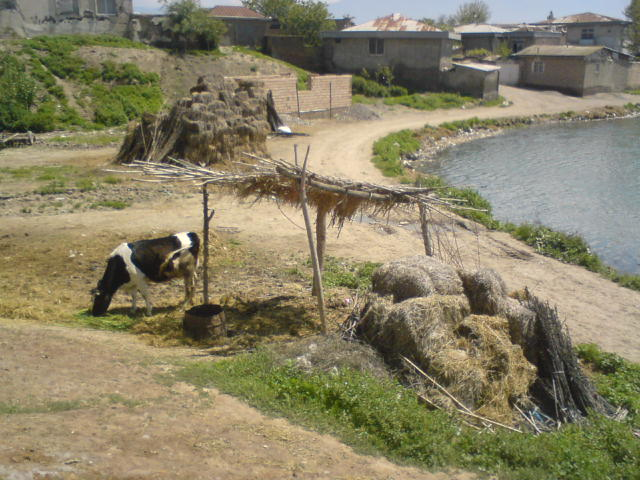
Tureng Tepe, a lelőhely környéke

Turang Tepe (perzsa nyelven: تورنگ تپه, „Fácán-domb”) neolitikus és kőrézkori régészeti lelőhely Északkelet-Iránban, mintegy 17 km-re északkeletre Gorgán városától, Turang Tepe falu közelében.

## Leírása
Tureng Tepe több, vízfolyásokkal és tavacskákkal elválasztott halomból áll. A teljes régészeti  minta 800-900  méteres átmérőjű. A halmok zöme a környező síkság felett 11-15 méteres magasságba emelkedik, de a Wulsin helyszínrajzán A betűvel jelölt meredek központi halom több mint 30 méter magasságával uralta a lelőhelyet.
A legrégebbi maradványok az újkőkorból és a kőrézkorból származnak. A bronzkori településrészek a kb. Kr. e. 3100-2900-tól Kr. e. 1900-ig terjedő időszakból származnak. 1841-ben a lelőhelyen talált leletek egy részét, köztük aranyedényeket, elküldték Perzsia uralkodójának, Mohammad sahnak, Clement Augustus Bode pedig megvizsgálhatta ezeket. Ekkor alakult ki először érdeklődés a lelőhely iránt.
Az első modern ásatásokat Frederick Wulsin vezette az Atkins Szépművészeti Múzeum finanszírozása mellett. Szürke kerámiát találtak. 1959-ben Jean Deshayes ismét felfedezte a lelőhelyet, ahol ezután 1979-ig rendszeres ásatásokat tartottak.

## Szobrocskák
Turang Tepében számos különleges terrakotta- és kőszobrocskát találtak. A kőfigurák sok tekintetben hasonlítanak a közeli lelőhelyeken (Sáh Tepe, Tepe Heszár, Gouhar Tepe) talált leletekhez, ám a Turang Tepe-i terrakottaszobroknak nincsenek párhuzamai. Az égetett agyagfigurákhoz hasonlót csak távolabbról, Türkmenisztán területéről és az Indus völgyéből ismerünk; felmerült mezopoátmiai párhuzamok lehetősége is.

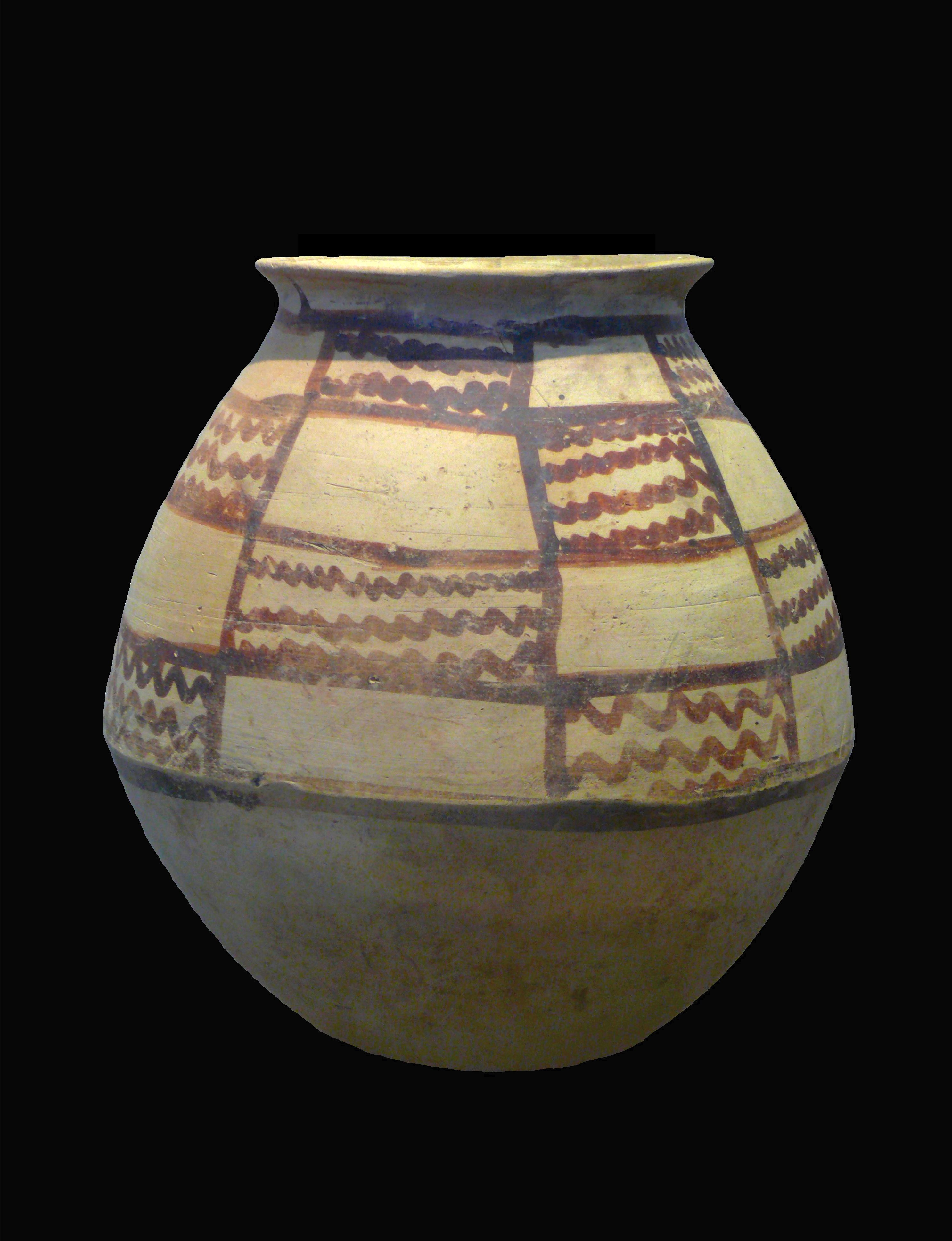
Tureng Tepe-i lelet (bronzkor), Louvre Museum, Paris

## Kronológia
- Neolitikus és kalkolitikus időszak

- Turang IA (neolitikus időszak - ezek a rétegek feltételezhetően a vízréteg alatt fekszenek, ebből a horizontból Dzsejtun-jellegű töredékek kerültek elő a későbbi időszakok tégláiba építve)
- Turang IB (késő neolitikus időszak - ismét feltehetően a vízréteg alatt)
- Turang IIA (korai kalkolitikus időszak)
- Bronzkor

- Turang IIB (Kr. e. 3100-2600)
- Turang IIIA / B (kb. Kr. e. 2600-2100). Ebből a korszakból származik a település közepén lévő hatalmas, sártégla terasz, amely talán a legkorábbi példa a monumentális építészetre ebben a régióban.
- Turang IIIC (kb. Kr. e. 2100 -?)
- Vaskor

- Turang IV A (vaskor, valószínűleg Kr. e. 7. század)
- Turang IV B (vaskor, talán a Kr. e. 6. század)
- Turang VA (Kr. e. 2. század)
- Történelmi idő

- Turang VB (Kr. e. 1. század)
- Turang VC / D (1.-2. század)
- Turang VIA Szászánida Birodalom (3.-5. század)
- Turang VIB a Szászánida Birodalom vége (esetleg a 6-7. század)
- Turang VIIA / B iszlám kori település az A jelű halom tetején (10.-11. század)
- Turang VIII a lelőhely délnyugati részén néhány iszlám kori maradvány (talán 13. század)

## Fordítás
- Ez a szócikk részben vagy egészben  a   Tureng Tepe című angol Wikipédia-szócikk ezen változatának fordításán alapul.  Az eredeti cikk szerkesztőit annak laptörténete sorolja fel. Ez a jelzés csupán a megfogalmazás eredetét és a szerzői jogokat jelzi, nem szolgál a cikkben szereplő információk forrásmegjelöléseként.